# 회전구이
회전구이(回轉 -) 또는 로티서리(영어: rotisserie)는 고기 등을 꼬챙이에 꿰어서 불에 굽거나 오븐서 로스팅한 음식이다. 회전구이에 사용하는 꼬챙이를 스핏(영어: spit)으로 부른다.

## 역사
중세 요리와 초기 현대 부엌에서 스핏(spit, 꼬챙이)은 대가족이 선호하는 고기 요리 방법이었다. 하인이 스핏 근처에 앉아 금속 막대를 천천히 돌리며 음식을 요리했으며 이러한 일을 하는 사람을 "스핏 보이" 또는 "스핏 잭"으로 불렀다. 기계식 회전판("로스팅 잭")은 나중에 발명되었으며 이후 증기 동력과 기계식 시계 장치에 의해 구동되었다. 현재 스핏은 이제 일반적으로 전기 모터로 구동된다.
회전구이의 영단어 로티서리(Rotisserie)는 로티서리 요리에 사용되는 기계 장치를 의미할 수도 있고, 꼬치 구이 전문 레스토랑을 의미할 수도 있다. 이 단어는 1450년경 파리 상점에서 처음 등장한 프랑스어 로티스리(rôtisserie)에서 유래되었다. 또한 에스코피에 주방여단(Escoffierian Brigade de Cuisine)을 고용하는 레스토랑에서 로티쇠르(rôtisseur)는 모든 꼬치 구이, 오븐 구이, 그릴 및 경우에 따라 튀긴 음식을 담당하는 요리사를 뜻한다.

## 세로 회전구이

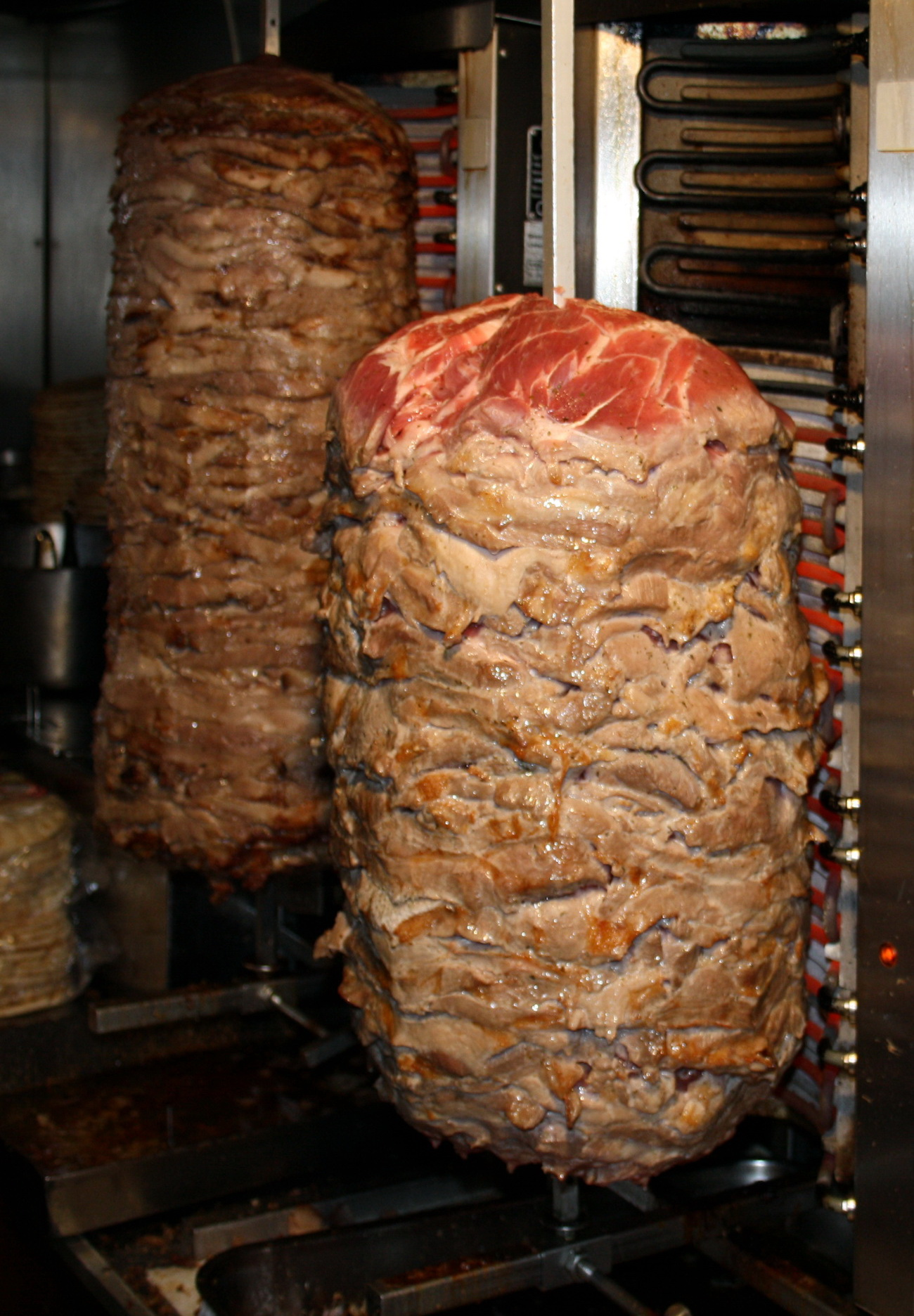
세로 회전구이의 예시

회전구이를 할 때 보통은 꼬챙이가 가로로 놓이지만, 되네르나 기로스, 샤와르마, 알 파스토르 등을 만들 때는 세로로 회전한다.

## 같이 보기
- 꼬치
- 로스트
- 리촌
- 바비큐
- 스핏 케이크